# اتحاد النقل الجوي الدولي
الاتحاد الدولي للنقل الجوي (الإياتا) (بالإنجليزية: International Air Transport Association) تأسس في 19 أبريل 1945 لمواجهة المشاكل التي قد تنجم عن التوسع السريع لخدمات الطيران المدني في أعقاب الحرب العالمية الثانية. ولم يكن تأسيسه سابقة فريدة فـي عالم الطيران، إذ سبقه اتحاد مماثل في 28 أغسطس 1919، وهو «الاتحاد الدولي للحركة الجوية». وكان مهمته تنحصر أساساً داخل قارة أوروبا. ومن ثم فقد انتهى الأمر، عقب توسع أعماله، عام 1939, والمكتب الرئيسي للإتحاد بمدينة مونتريال، ومكتب تنفيذي رئيسي في جنيف، ومكاتب إقليمية في: عمان، وبروكسل، ودكار، ولندن، وريو دي جانيرو، وسنغافورة، وواشنطن.

## أهداف إياتا وأغراضها
- تطوير النقل الجوي الآمن، والمنتظم، والاقتصادي لصالح شعوب العالم، لتحقيق الزيادة في معدلات نمو التجارة الدولية، وحل مشاكل النقل.
- تقديم وسائل التعاون بين شركات ومؤسسات النقل الجوي العاملة، بطريقة مباشرة أو غير مباشرة، في خدمات النقل الجوي الدولي.
- التعاون مع منظمة الطيران المدني الدولي، وغيرها من المنظمات العالمية والإقليمية، وثيقة الصلة بأمور الطيران المدني والنقل الجوي.

## عضوية الاتحاد
- عضوية إياتا مفتوحة أمام شركات الطيران، بشرط أن يكون للشركة خط جوي منتظم، بين دولة أو أكثر، لنقل الركاب، أو البضائع، أو البريد[ ؟ ]، وأن تحمل الشركة جنسية دولة يجوز لها الانضمام لمنظمة الطيران المدني الدولي إيكاو "ICAO"، كما يجوز للشركات المحلية لهذه الدول، أن تنضم للاتحاد، كأعضاء غير عاملين. في عام 2016، كانعدد الأعضاء 290 شركة طيران.
- تباشر إياتا أعمالها، من خلال عدد من اللجان، ويحدد المؤتمر السنوي العام، الذي يعقد سنوياً، خطوط السياسة العامة للاتحاد. أما الأعمال اليومية فتضطلع بها اللجنة التنفيذية، المكونة من أعضاء ينتخبهم المؤتمر العام كل ثلاث سنوات. كما تتفرع عن اللجنة التنفيذية لجان متعددة مثل: اللجنة المالية، والقانونية، والفنية، والطبية، واللجنة الاستشارية للحركة. وتشرف اللجنة التنفيذية على أعمال هذه اللجان. وتتولى مؤتمرات الحركة الجوية التابعة للاتحاد، الإشراف على عقد الاتفاقيات الدولية المتعلقة بالأجور، والأسعار الدولية.
- تخضع قرارات المؤتمر بالضرورة لموافقة الحكومات، التي تتبع لها هذه الشركات، ولا يمكن تعديلها بمعرفة أي تنظيم آخر تابع لآياتا. على أن هناك فروعاً إدارية لمؤتمرات الحركة، قائمة في شكل مكاتب فرعية في نيويورك، وباريس، وسنغافورة، بينما يوجد مكتب التسويات في لندن ومكاتب للاتصال الفني في لندن، وبانكوك، وريو دي جانيرو. وتمول ميزانية الاتحاد من الاشتراكات، التي يدفعها الأعضاء، وفقاً للنسبة المقررة لكل عضو في الاتحاد ولكل مؤسسة للنقل الجوي صوت واحد في مؤتمرات الاتحاد، دون اعتبار لحجم العمليات التي تقوم بها.

## أعمال إياتا ومهامها
- يتولى إياتا مهمة تنسيق العمليات المختلفة لشركات الطيران في العالم، بهدف تنشيط وتدعيم حركة النقل الجوي في العالم، وتحقيق أعلى مستوى ممكن للتشغيل الاقتصادي، مع الكفاءة وتأمين سلامة الركاب، ودراسة كافة المشاكل المتعلقة بذلك. ومن ثم يعد في جميع الأوقات خادماً لمؤسسات النقل الجوي، والجمهور العام.
- يعد الاتحاد الأداة الفعّآلة لمؤسسات النقل الجوي، لأنه يعمل على إيجاد الحلول المشتركة للمشـاكل، التي تعجز عن حلها شركة بمفردها. وفضلاً عن ذلك، فهو المجمع الدولي للخبرات والمعلومات، وكذلك الوسيط للخدمات والمشروعات المشتركة. ويمكن القول إنه بمثابة البرلمان العالمي لمؤسسات النقل الجوي، وممثلها في المنظمات العالمية الأخرى. أما عن دور الاتحاد بالنسبة للجمهور، فإنه يكفل تشغيل الخطوط الجوية، وفقاً لأعلى المستويات الفنية. كما يعمل على تحقيق أقصى راحة ممكنة، وتبسيط إجراءات السفر. ومن ناحية أخرى، يعمل على تحديد أجور وأسعار ملائمة للجمهور، ومسايرة للتشغيل الاقتصادي، الذي يكفل اطراد التقدم لمؤسسات النقل الجوي، لتمكينها من تحسين خدماتها.
- أصبحت إياتا هي الوسيلة التي عن طريقها تربط شركات الطيران خطوطها الجوية، كما يدعم الحركة الجوية التي ينقلها كل منها، لتكون تلك الشركات في مجموعها بمثابة مرفق عام دولي، على الرغم من وجود اختلافات في اللغة، والعملة[ ؟ ]، والقوانين.
- إنّ مؤسسات النقل الجوي، التي يتكون منها أعضاء الاتحاد، تربط العالم بشبكة ضخمة من الخطوط الجوية، وليس المهم في هذا الخصوص بحث جنسية كل طائرة لكل شركة عضـو، وإنما الـذي تهتم به إياتا أساساً، أن تتمكن الطائرات من القيام برحلاتها بأقصى درجة من الأمان، والراحة، والكفاءة، وفي ظل إجراءات وقواعد محددة تحديداً واضحاً ويسهل فهمها على مستوى عالمي، وهذا هو عمل الاتحاد الفني.
- أن وجود الاتحاد يرجع أساساً إلى ربط الطرق الجوية بعضها ببعض بطريقة من شأنها أن تجعل الركاب وبضائعهم ينتقلون من مكان إلى آخر، على تلك الشبكة الجوية العالمية، بطريقة سهلة، كما لو أنهم يقومون برحلة على شركة واحدة، في بلد واحد. وهذا هو الهدف الجاري للاتحاد.

وتشمل أنشطة آياتا المختلفة ما يأتي:

### أولاً: النشاط الفني
تفتح اللجنة الفنية إياتا مجالات التعاون، بين مؤسسات النقل الجوي في العالم، فيما يتعلق بأمور التشغيل، من خلال المؤتمر السّنوي الفني، وأقسامه المختلفة، العالمية والمحلية. والنشاط الفني للاتحاد، قائم على أساس التبادل الحر الكامل للمعلومات والخبرات، بين شركات الطيران. ومن هذه البيانات تستخرج مؤسسات النقل الجوي المختلفة، المتطلبات العامة والملاحظات، التي من شأنها العمل على توحيد نواحي نشاطها، ورفعها إلى المستويات القياسية، وتحدد مدى مساعدتها العملية لحكوماتها، وتعد علامات على طريق التنمية المرتقبة في المستقبل بالنسبة للنقل الجوي.
و تشرف اللجنة الفنية للاتحاد، على تعبئة خبراء شركات الطيران في مختلف التخصصات الفنية، ليشتركوا في حل مشكلة معينة. ومن أمثلة ذلك، تطوير الإجراءات الخاصة بتقليل مشكلات الصوت إلى أقصى حد أثناء الإقلاع والهبوط.
يتعاون الاتحاد مع المنظمات الأخرى، مثل الاتحاد الدولي للمواصلات اللاسلكية، والهيئة الدولية للأرصاد الجوية، وفضلاً عما تقدم فإن مؤسسات النقل الجوي ------من خلال الاتحاد، مع الحكومات ومع الدول، التي تشكل منطقة معينة في حل المشاكل المحلية، مثل تثبيت نمط جيد للحركة الجوية في المطارات، أو في تعاون التحكم في الحركة الجوية في إقليم تأمين سلامة الطيران المدني، أو قارة بأكملها.

### ثانياً: النشاط التجاري
إن دور الاتحاد الأكثر تعقيداً، يكمن في مجال عمل اللجنة الاستشارية الخاصة بالحركة الجوية.. ويقصد بذلك الأنشطة، التي تمارسها مؤسسات النقل الجوي. ويختص الاتحاد على وجه الخصوص بالترتيبات المتشابكة بينها، وتحديد مستويات الأشكال، والإجراءات، واتفاقيات التسوية، والعوامل الأخرى، التي تمكِّن من التبادل، وتوفر السرعة والسهولة للحركة الجوية، بين مؤسسات النقل الجوي. والجدير بالذكر أن الحكومات تمسّكت بقرارات الاتحاد، فيما يتعلق بالأسعار والأجور. كما أقر الاتحاد نظماً قياسية، فيما يتعلق بالتذاكر وإجراءات التفتيش، قبلتها الشركات، واتخذت منها أساساً لعملياتها الجوية.

### ثالثاً: النشاط المالي للاتحاد
من بين مهام اللجنة المالية للاتحاد، الإشراف على كل التسويات والحسابات، بين مؤسسات النقل الجوي، للأعمال التي يقومون بها فيما بينهم. وفضـلاً عن ذلك، فهي تهتم بالمشكلات المشتركة لشركات الطيران المختلفة، بالنسبة للنقد، والضرائب، والرسوم، والتأمين والإحصاء.
وتُعد اللجنة المالية دراسات واسعة للمشاكل الخاصة، التي تنجم عن التأمين، والضرائب، والأجور، وما إلى ذلك من أمور مماثلة. ومن بين النتائج ذات الأهمية للنشاط المالي للاتحاد، مكتب التسويات CLEARING" "HOUSE، الذي اتخذ مقراً له في لندن. وعن طريق هذا المكتب تستطيع مؤسسات النقل الجوي، أن تسوّي الحسابات الشهرية للأعمال المتشابكة الخاصة بالضرائب، تمكيناً لهم من تحصيل ودفع ديونهم في المناطق المختلفة من العالم، وذلك عن طريق الدفع النقدي مرة واحدة. ويتم ذلك إما بالدولار الأمريكي، أو الجنيه الإسترليني، بعد تحويل العملة المحلية إليهما.

### رابعاً: النشاط الطبي الوقائي
تتكون اللجنة الطبية التابعة للاتحاد، من عدة أطباء ومستشارين، تابعين لمؤسسات النقل الجوي. وتختص هذه اللجنة بدراسة العوامل الفسيولوجية والنفسية، التي قد تؤثر على سلامة، وراحة، وكفاءة طاقم الطائرة والركاب. كما تختص هذه اللجنة بالطب الوقائي، الذي يدور حول مدى إمكان الأطفال، والكهول، والمرضى أن يسافروا لمسافات طويلة من طريق الجو، وبسرعة هائلة، وعلى ارتفاعات شاهقة، تقتضيها عمليات الطيران الحديثة. وكذلك تُعد اللجنة واسطة لتعاون مؤسسات النقل الجوي، مع منظمة الصحة العالمية والحكومات، بشأن الأمور الصحية.

### خامساً: النشاط القانوني
تتولى اللجنة القانونية للاتحاد دراسة وتنفيذ المعاهدات الدولية، في مجال القانون العام والخاص، وتنازع القوانين والتحكيم؛ وسبيلها إلى ذلك مبناه أساساً، استقرار رأي الشركات فيما يتعلق بمعاهدات الطيران الأساسية، التي تتناول مسؤولية الناقل الجوي، وعلاقاتها بالركاب، وعلاقاتها بالغير على سطح الأرض[ ؟ ]. كما تختص ببيان الحقوق على الطائرة، فيما يخص التشغيل الدولي والنواحي القانونية، بنقل المواد النووية، وما يتصل بها من موضوعات متشابهة. وبما أن بيع التذكرة، أو صدور استمارة الشحن تُعد عقداً فيما بين شركة الطيران والعميل، فمن المحتم أن يكون متفقاً وأحكام القانون، مع مختلف الأنظمة القانونية السائدة في العالم.
وفي سياق الأزمات، برز دور الاتحاد في الدفاع عن مصالح شركات الطيران قانونياً، كما حدث خلال جائحة كوفيد-19 عام 2020، عندما سعت الإياتا إلى تعليق تطبيق لوائح الاتحاد الأوروبي التي تلزم الشركات برد قيمة التذاكر نقداً للمسافرين في حال إلغاء الرحلات، واقترحت بدلاً من ذلك خيارات مثل قسائم السفر أو التأجيل، بهدف تخفيف الأعباء المالية على القطاع.

## مؤتمرات الحركة الجوية لإياتا
- تختص كل دولة بالمجال الجوي، الذي يعلو إقليمها، وتبسط عليه رقابتها بالكامل، بما لها من سيادة عليه، وتحدد الأسعار التي تتقاضاها. فالأجور والأسعار الدولية، يجب أن تحدد عن طريق اتفاقيات دولية، لا شك أن الدولة لها فيها مصلحة مباشرة، وغير مباشرة. وجميع الدول مجمعة على أن هذا العمل الضخم والمعقد، الخاص بعقد اتفاقيات مفصلة، لمواجهة الظروف المتغيرة بصفة دائمة لتجارة النقل الجوي الدولية، لا بد أن يتم بالدرجة الأولى عن طريق المؤتمرات التابعة لإياتا. ولا خلاف بينها كذلك على أن هذه الاتفاقيات تعد سارية المفعول، بعد أن تراجعها وتصدق عليها الحكومات المختصة.
- ينقسم العالم من الناحية الإدارية إلى ثلاث مناطق، لكل منها مؤتمر خاص بها: منطقة غرب الكرة الأرضية وجرينلاند، وجزر هاواي: ومركزها نيويورك. ومنطقة أوروبا، وأفريقيا، والشرق الأوسط، بما في ذلك إيران: ومركزها باريس. ومنطقة آسيا، وأستراليا، وجزر الباسفيك: ومركزها سنغافورة.
- لكل مؤسسة صوت واحد في هذه المؤتمرات، ويتم التوصل إلى الاتفاقيات بالإجماع. ويصبح لكل مؤسسة حق الاعتراض، بصرف النظر عن حجمها. ولهذه المؤتمرات أن تقبل النصائح من اللجان الأخرى للاتحاد، ولكن يجب أن تكون هذه المؤتمرات مسؤولة أمام الحكومات عن كل ما تفعله، وقد أدى أكثر هذه المؤتمرات، التزاماته كاملة قِبل الحكومات، بأن جعل الأجور في حدود اقتصادية ومعقولة، لا تضر بالشركات أو بالجمهور. كما نجحت هذه المؤتمرات في تخفيض أسعار النقل مراراً، فضلاً عن تطويرها بإدخال أفكار جديدة بالنسبة للأسعار المخفضة، في مختلف مناطق العالم.

## اهتمامات إياتا في الوقت الراهن
- تركز إياتا اهتماماتها في عدد من المجالات أهمها: البيئة، والرسوم، واتفاقية مونتريال الجديدة، بدلاً من نظام وارسو القديم، حول حدود مسؤولية الناقل الجوي والسلامة الجوية،(انظر ملحق اتفاقية توحيد بعض قواعد النقل الجوى الدولي)، وقد أكد مدير عام الاتحاد الدولي للنقل الجوي، أن السلامة الجوية تتصدر أولويات إستراتيجية الاتحاد، لا سيما تخفيض معدل حوادث الطائرات إلى النصف بحلول عام 2004، مقارناً بما كان عليه في عام 1995، وهو أمر يدعو إلى التفاؤل بمستقبل أفضل للنقل الجوي.
- يتضح مما سبق أنه لولا عمل الاتحاد الدولي للنقل الجوي، لما أمكن تشغيل الخطوط الجوية العالمية بالأمان والكفاءة، على نحو ما هو عليه الآن. والحقيقة أن العالم قد اجتاز في وقت قصير جداً، العوائق المتمثلة في نظم العملات المختلفة، واختلاف اللغة، والنظم التجارية، وذلك في سبيل تنمية اقتصاديات الدول في مجال النقل الجوي، بطريقة آمنة ومنظمة، لخدمة شعوب العالم كافة.